# Siktjärnen (Arjeplogs socken, Lappland)
Siktjärnen är en sjö i Arjeplogs kommun i Lappland och ingår i Umeälvens huvudavrinningsområde. Sjöns area är 0,036 kvadratkilometer och den befinner sig 415 meter över havet.